# Bondexpo

Logo der Bondexpo

Die Bondexpo ist eine Fachmesse für industrielle Klebtechnologie.

## Geschichte
Die Messe findet seit 2007 jährlich in Stuttgart parallel zur Motek statt. Im Rahmen der Messe findet außerdem das Vortragsprogramm MotekBond statt. Im Jahr 2010 kamen zu der Messe 80 Aussteller und 30.000 Besucher, im Jahr 2012 waren es 122 Aussteller.

## Themen
Die Aussteller zeigen unter anderem Rohstoffe für Kleb- und Dichtstoffe, Maschinen, Anlagen und Zubehör für die klebstoffherstellende Industrie. Auch Kleb- und Dichtstoffe, sowie Maschinen, Anlagen und Zubehör für die klebstoffverarbeitende Industrie sind Gegenstand der Ausstellung. Zudem werden themarelevante Entwicklungen im Bereich der Prüf- und Messtechnik und Dienstleistungen vorgestellt.